# Болотні солдати
«Болотні солдати» (інші назви: «Табір на болоті», «Вальтер», «Боротьба триває») — радянський художній чорно-білий фільм, знятий в 1938 році на кіностудії «Мосфільм» Олександром Мачеретом за сценарієм, написаним ним у співавторстві з Юрієм Олешею. Оповідає про боротьбу німецьких комуністів проти нацистського режиму в Німеччині.

## Сюжет
1930-ті роки. Німецький підпільник був схоплений націонал-соціалістами і відправлений до концентраційного табору. За допомогою товаришів йому вдається втекти.

## У ролях
- Олег Жаков —  Пауль
- С. Широкова —  Марі
- Іван Кудрявцев —  Тідеман
- Олександр Зражевський —  Бішофф
- Василь Ванін —  начальник концтабору
- С. Муратов —  Освальд
- Борис Пясецький —  Бельц
- Олексій Консовський —  Франц
- Ігор Доронін —  Роберт
- Олексій Грибов —  Шульц
- Семен Межинський —  аптекар
- Іван Коваль-Самборський —  Вальтер
- Володимир Балихін —  Віллі
- Андрій Файт —  Гармс
- Євген Тетерін —  Ганс
- Костянтин Барташевич —  німецький комуніст  (немає в титрах)
- Карл Ефеляйн — епізод (немає в титрах)

## Знімальна група
- Автори сценарію: Юрій Олеша, Олександр Мачерет
- Режисер: Олександр Мачерет
- Оператор: Євген Андриканіс
- Художник: Артур Бергер
- Композитор: Лев Шварц